# Guerra de patents
La guerra de patents va consistir en una disputa entre companyies i petits empresaris per tal de prendre el control del monopoli cinematogràfic a nivell internacional. El seu inici va ser l'any 1897, quan Thomas Alva Edison va adonar-se de la importància d'aconseguir els drets de la gran indústria emergent.

## Context previ

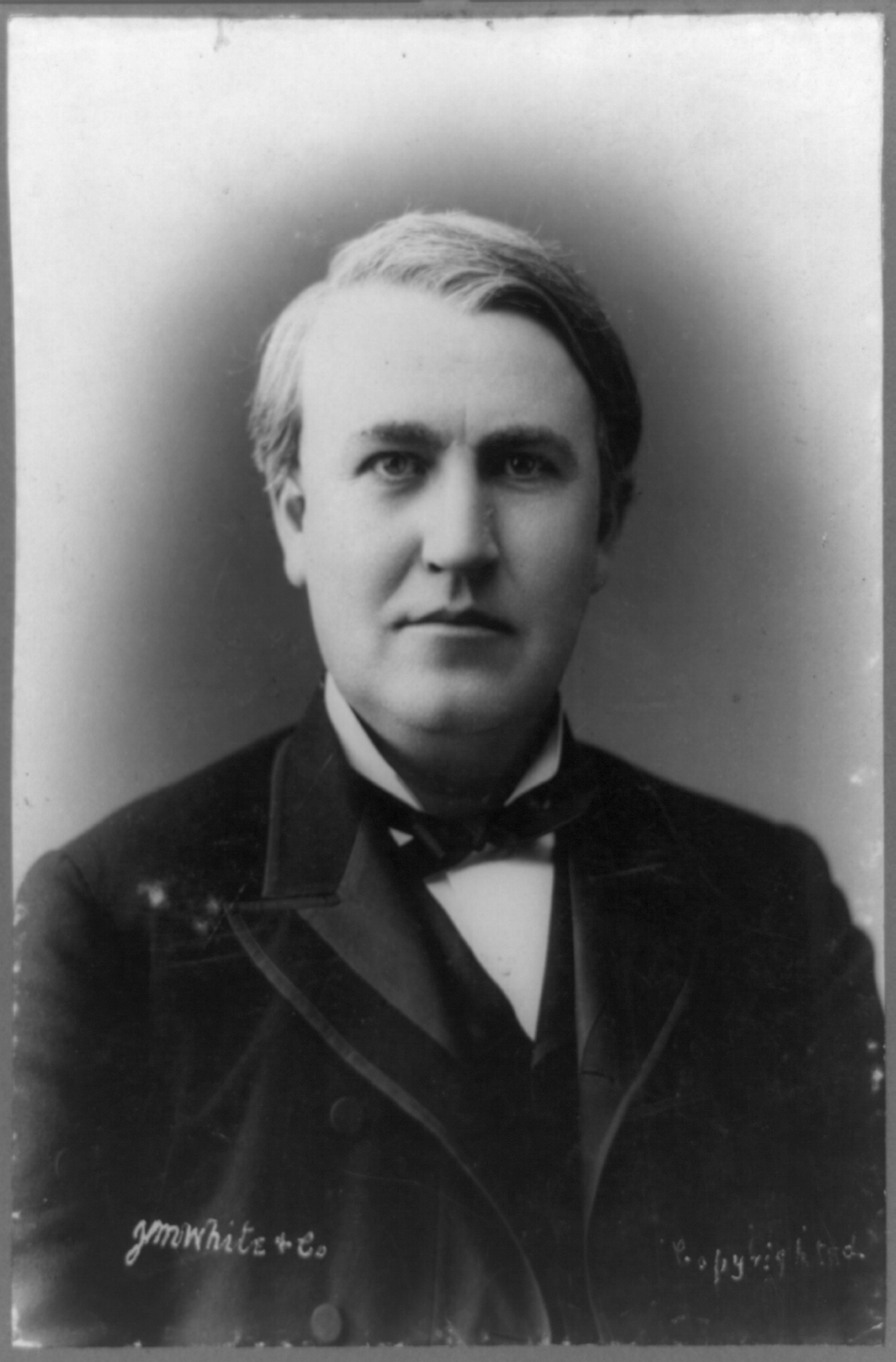
Thomas Edison, patentador del vitascopi i el kinetògraf, entre altres invents.

L'any 1895 els germans Lumière van triomfar presentant un nou invent capaç de projectar les imatges en moviment prèviament filmades: el cinematògraf. Aquest aparell, a diferència de l'invent que havia patentat Thomas Edison, el cinetoscopi, oferia la possibilitat de presentar un espectacle de caràcter col·lectiu. El cinematògraf, però, no va arribar als EUA fins un any després, quan Edison ja s'havia adonat de la importància del visionat col·lectiu, patentat així un nou aparell similar: el vitascopi.  

## Guerra de patents: Edison contra els autors independents
Tanmateix, Edison no va ser l'únic en adonar-se del potencial d'aquest nou mitjà, ja que van sorgir diferents productors independents, entre els quals es trobava com a dirigient William K. Dickson, inventor del kinetograf.
Davant l'emergent competència, Edison, qui volia monopolitzar el negoci, va denunciar a tots aquells que no utilitzaven les seves càmeres i projectors mentre que els que sí que les utilitzaven els exigia el pagament d'unes tarifes de llicència d'ús. Malgrat això, dues empreses pioneres van aconseguir el permís per utilitzar les seves pròpies màquines patentades: Biogriph, la qual era dirigida per Dickson i Vitagriph, fundada per Albert E. Smith i Stuart Blackton.
L'any 1908, sota el lideratge d'Edison, es van associar diferents empreses, com ara Edison Film Manufacturing Company, la Biograph company, la MPPC (Motion Picture Patents), etc, que pretenien acabar amb la Guerra de les patents i aconseguir el monopoli del negoci. A més a més, Edison pactà també amb Eastman Kodak Company, que provenia la pel·lícula verge, i la distribuïdora de George Kleine, la qual era la distribuïdora contemporània més gran. Doncs, legalment Edison tenia tot el control del negoci: les patents de les càmeres, de la pel·lícula verge i dels projectors. Motion Picture Patents Company (MPPC) va ser doncs el primer gran Trust de la indústria cinematogràfica, creat el 1908.
D'aquesta manera, si els productors, distribuïdors i exhibidors no pagaven la llicència abans de l'any 1909 serien il·legals. Tot i així, no tots van pagar. Els coneguts com a “independents” van ser un moviment que es va rebel·lar contra el Trust, evadint els pagaments i rodant pel·lícules de baix pressupost  amb pel·lícula verge importada per vies alternatives, com ara el mercat negre. Així doncs, els independents van començar a crear el seu propi mercat.
Davant la negativa de pagar de les productores independents de la Costa Est dels Estats Units, Edison es va veure obligat a unir forces amb la American Mutoscope and Biscope Company. El resultat va ser la Motion Picture Patents Company (MPPC), més coneguda com The Trust. La MPPC va posar fi a la guerra de patents però no a les disputes entre les diferents companyies. L'any 1910, Carl Laemmle, a qui la MPPC havia intentat mantenir al marge del negoci per ser jueu, va decidir denunciar el Trust davant la justicia. Així va començar una segona guerra anomenada Trust War (guerra del monopoli), que va acabar l'any 1918, després de sis anys de judicis, amb la ilegalització del monopoli del Trust.
Com a mitjà per combatre els independents, que començaven a guanyar popularitat, va sortir l'entitat General Film Company. Aquesta es va dedicar a confiscar tots els equips utilitzats sense llicència, a retirar l'aprovisionament de les sales de cinema que exhibien les seves pel·lícules i a monopolitzar la distribució, tot adquirint tota la producció dels EUA. Així començà la Guerra de les patents, en la qual les petites companyies independents intentaven lluitar contra el Trust.

## Els independents
El 1908, a mans de Carl Laemmle, es va crear la companyia Laemmle Film Service, que es dedicava a importar pel·lícules europees. Com a conseqüència, altres productors es van acabar animant i van donar lloc al naixement d'un grup d'oposició anomenat IMP (Independent Motion Picture), el qual era liderat pel mateix Laemmle. Aquesta companyia seria l'origen de la gran major Universal Studios.
Les productores independents es van traslladar de la Costa Est cap a la Oest amb la intenció d'escapar del control de Edison. Allà, van escollir una ciutat del sud de Califòrnia anomenada Los Angeles, ja que tenia uns impostos baixos i teatres animats. Allà, va néixer el Hollywood actual.
Altres empresaris cinematogràfics van començar també a importar pel·lícules europees i a adquirir diferents sales. Entre els més importants destaquen: A. Zukor (creador de la Paramount), W. Fox (creador de la Fox), Louis B. Mayer i els germans Warner (creadors de la Warner Bros.). Aquests no crearien les seves respectives companyies fins als anys 20, les quals s'imposarien sobre les primeres empreses dels anys 10 que, tot i tenir el control de les patents, van anar perdent rellevància .
La MPPC es va presentar com a marca amb l'eslogan "Vine i veuràs una pel·lícula MPPC"; els indeendents, en canvi, van decidir utilitzar la imatge dels seus actors. Així, aquests van anar guanyant la importància que no havien tingut fins aquell moment. L'any 1910, Laemmle va utilitzar una estratègia pròpia del marketing que va consistir en anunciar que la Independent Motion Picture Girl, que era una actriu en les seves pel·lícules, havia mort. L'aparició miracolosa de l'actriu per desmentir-ho va commocionar el públic i el seu nom, Florence Lawrence, es va fer molt famós. Ella es va convertir en una gran estrella i dos anys més tard tenia un salari de vuit mil dòlars. Aquest va ser el naixement de l'Star-system de Hollywood.

## Fi del Trust
Gràcies a la denúncia contra el Trust, acusat d'haver actuat com un monopoli perjudicial pel comerç lliure, la Motion Picture Patents Company i la seva Divisió General es van veure obligades a dissoldre’s. El 1917 el Sherman Anti-Trust Act va acabar de forma total amb el control d'Edison.

## Guerra del Trust contra l'evolució
El Trust no va suposar només una guerra de patents sinó que s'oposava a la direcció que estava prenent el cinema. El Trust defensava el curtmetratge i negava el Star-system. Els independents, en canvi, apostaven per un cinema basat en les estrelles (com és el cas de Laemmle i Zukor) i el llargmetratge. Per tant, no era únicament una guerra comercial sinó que estaven en joc els formats, la creació, el consum, etc.

## Conseqüències de la Guerra de les patents
Arrel del domini d'Edison, molts independents rebels van decidir traslladar el seu centre d'operacions a la costa Oest, a Los Ángeles, amb el fi d'allunyar-se d'Edison i dels seus advocats. A més, el clima i els grans terrenys el convertien en el lloc més adient per dur a terme les seves pel·lícules. Així fou com va néixer Hollywood.
Cal destacar que aquests mateixos independents que s'oposaven al monopoli d'Edison s'acabarien convertint més tard en grans empresaris que formarien la segona oligarquia més gran del cinema.
Actualment, Hollywood intenta frenar el nou ús audiovisual emergent per protegir el seu negoci, tal com va fer Edison en el passat, animant SOPAs i PIPAs. Arxivat 2016-12-11 a Wayback Machine.